# Gebhard Müller (Politiker, 1944)
Gebhard Müller (* 8. Januar 1944 in Tostedt) ist ein deutscher Politiker (CDU).
Müller besuchte die Volksschule in Tostedt und anschließend ein Gymnasium in Scheeßel. Nach dem Abitur war er bei der Bundeswehr in Lüneburg. Er machte eine Banklehre in Hamburg und studierte danach an den Universitäten in Tübingen und Hamburg Jura. Er wurde Mitglied der Straßburger Burschenschaft Arminia zu Tübingen. Seine Referendarzeit verbrachte er in Stade, Lüneburg und Hannover. Nach einer Tätigkeit als Angestellter in einer Hamburger Bank arbeitete er ab 1976 als Rechtsanwalt und seit 1979 als Notar.
Müller gehört der CDU seit 1974 an. Von 1975 bis 1980 war er Vorsitzender des CDU-Ortsverbandes der Samtgemeinde Tostedt. Von 1977 bis 1980 war er stellvertretender Kreisvorsitzender des CDU-Kreisverbandes Harburg-Land und ab 1981 war er Ratsherr der Gemeinde Tostedt, wo er CDU-Fraktionsvorsitzender war. In der elften und zwölften Wahlperiode gehörte er vom 21. Juni 1986 bis zum 12. Juni 1992 dem Landtag von Niedersachsen an, wo er von 1990 bis 1992 Vorsitzender des Wahlprüfungsausschusses war.